# Pseudohoplitis infuscata
Pseudohoplitis infuscata är en fjärilsart som beskrevs av M.Gaede 1930. Pseudohoplitis infuscata ingår i släktet Pseudohoplitis och familjen tandspinnare. Inga underarter finns listade.